# Blanche Lemco
Blanche Lemco van Ginkel (née le 14 décembre 1923 à Londres et morte le 20 octobre 2022) est une architecte et urbaniste canadienne.
Elle et son mari, Sandy van Ginkel, ont tenu un bureau multidisciplinaire à Montréal (en architecture et en urbanisme, entre autres) qui a plusieurs réalisations à son actif, dont la planification de l'Exposition universelle de 1967. Elle est surtout connue pour ses actions, dans les années 1950, destinées à préserver le patrimoine architectural du Vieux-Montréal.

## Biographie
Née en Angleterre, Lemco arrive au Canada à l'âge de 14 ans. Elle obtient un diplôme en architecture de l'Université McGill en 1945. Durant l'été 1948, elle a l'occasion d'effectuer un stage auprès de Le Corbusier à Paris. Elle participe notamment au projet Cité radieuse de Marseille de l'architecte.
À son retour, elle s'inscrit à l'Université Harvard, où elle étudie avec Walter Gropius, et reçoit son diplôme en 1950. Par la suite, elle enseigne de 1951 à 1957 à l'Université de Pennsylvanie, à l'Université Harvard, à l'Université de Montréal et à l'Université McGill.
En 1953, elle participe au 9e congrès des CIAM (Congrès Internationaux d'Architecture Moderne) à Aix-en-Provence en France. Représentant l'Université de Pennsylvanie, elle y expose une grille sur Levittown. Elle y fait aussi la connaissance de l'architecte néerlandais Sandy van Ginkel, co-auteur du Manifeste de Doorn, rédigé par le Team X, en vue de préparer le 10e congrès des CIAM (Dubrovnik, 1956). En 1957, elle épouse van Ginkel, et, la même année, fuyant le climat du maccarthysme, ils reviennent à Montréal où ils ouvrent un bureau.
Ils prennent bientôt connaissance d'un plan pour construire une autoroute qui traverserait la vieille section portuaire de Montréal. Malgré le peu d'intérêt pour les notions de patrimoine à l'époque, ils décident de s'opposer au projet, conscients des trésors architecturaux dans ce qu'ils désignent, les premiers, comme le Vieux-Montréal. Les van Ginkel produisent un plan global d'aménagement en insistant non seulement sur la préservation du quartier, mais également sur la nécessité de conserver le lien entre le port et la ville et non de le couper par une voie rapide. Leur rapport attire l'attention. Ils sont embauchés par Claude Robillard qui travaillait en aménagement urbain à la Ville de Montréal. Ils produisent un plan pour le Vieux-Montréal (1960-1961), une étude du port de Montréal (1958-1959) et un plan de circulation de la zone centrale (1960-1961). Leurs efforts portent fruit lorsqu'en 1964, le Gouvernement du Québec déclare la zone du Vieux-Montréal arrondissement historique. L'autoroute est construite plus au nord pour devenir l'autoroute Ville-Marie.
C'est avec leur étude pour la planification et la conception de l'Exposition universelle de 1967 (1962-1967) que le maire Jean Drapeau se rend à Paris au Bureau international des expositions pour y défendre son projet avec succès.
Le couple fonde le premier ordre professionnel d’urbanistes au Québec en 1963. Blanche avait développé les premiers cours en design urbain à l’Université de Montréal et à l’Université McGill et corédigé le projet de loi créant la première Commission d’aménagement du Québec en 1963-1967. 
Lemco déménage à Toronto en 1977 en même temps que van Ginkel pour y enseigner l'architecture,.
Lemco est la mère de trois enfants.
Blanche Lemco van Ginkel a présidé à Marseille la journée internationale de l'urbanisme du 8 novembre 2005 et s'est vu décerner le titre de Docteur honoris causa de l'Université Paul Cézanne (Aix-Marseille III) qui fait aujourd'hui partie de l'Université d'Aix-Marseille.
L'Ordre des urbanistes du Québec qu'elle a cofondé remet chaque année le prix Blanche-Lemco-Van Ginkel en son honneur.

## Prix et Distinctions
Ci-dessous figure une liste des prix et distinctions reçus par Blanche Lemko van Ginkel.
- 1956, Vienna Grand Prix, International Federation of Housing and Planning Congress
- 1964, Médaille Massey en architecture
- 1977, Médaille du jubilé d'argent de la reine Elizabeth II
- 2000, Membre de l'Ordre du Canada
- 2003, Membre de l'Ordre des Urbanistes du Québec
- Doctorat Honoris Causa, Université Aix-Marseille
- 2013, Prix de reconnaissance Chateau Ramezay et Heritage Montreal[10]
- 2014, Doctorat honorifique en science, Université McGill
- 2020 Médaille d'or de l'Institut royal d'architecture du Canada

Lemco van Ginkel a été la première femme à être élue membre de l'Institut royal d'architecture du Canada en 1973. En 2020, elle est devenue la troisième femme à recevoir la médaille d'or de l'IRAC, après Phyllis Lambert (1991) et Jane Jacobs (1981). Elle est la première femme à siéger au conseil d’administration et au bureau exécutif de l’Ordre des architectes du Québec, la première femme doyenne de l’école d’architecture de l’Université de Toronto et la première femme doyenne d’une école d’architecture en Amérique du Nord. Aux côtés de Phyllis Lambert, Cornelia Oberlander et Denise Scott Brown, elle est l'une des quatre femmes architectes de premier plan présentées dans le film documentaire City Dreamers (2018). 